# Romero Games Ltd.
Romero Games Ltd es un estudio independiente de desarrollo de videojuegos establecido el 11 de agosto de 2015 por John Romero junto a su esposa Brenda Romero. Está ubicado en Galway, Irlanda. Este es el noveno estudio establecido por Romero en su carrera.

## Historia
Siguiendo su salida de Ion Storm en julio de 2001, John Romero trabajó para establecer Monkeystone Games en 2001 con Tom Hall antes de su salida para ayudar a establecer Gazillion Entertainment en 2005. Romero y la desarrolladora de software Brenda Brathwaite se prometieron el 24 de marzo de 2012 y se casaron el 27 de octubre de 2012. Juntos,  trabajaron en Ravenwood Fair, con Romero como líder de diseño y Brathwaite como directora creativa y diseñadora. También fundaron la compañía de juegos sociales Loot Drop en noviembre de 2010 y trabajaron en Cloudforest Expedition y Ghost Recon Commander. John se mudó a Irlanda con Brenda Romero y juntos establecieron Romero Games Ltd. en agosto de 2015.
El primer juego del estudio fue una nueva versión en HD de Dangerous Dave in the Deserted Pirate's Hideout que añadió nuevos gráficos y música al clásico juego que él mismo había diseñado y lanzado en 1990, pero solo para móvil. El segundo juego del estudio, Gunman Taco Truck, fue lanzado en enero de 2017 en Steam (Windows y Mac) y para iPhone y dispositivos Android.
El estudio anunció en marzo de 2017 que varios desarrolladores destacados de juegos independientes se habían unido al equipo de Romero Games para trabajar en un nuevo juego que aún no se ha anunciado hasta el momento. En julio de 2019, Romero Games anunció el desarrollo de un shooter en primera persona en colaboración con Xbox Studios. En julio de 2025, Microsoft anunció una reestructuración de la compañía que derivó en el despido de 9.000 empleados y el cierre de estudios para reducir costos. Entre las medidas aplicadas estaba la cancelación del financiamiento del projecto de Romero Games, comentándose inicialmente en los medios sobre su cierre, para ser más tarde desmentido por el mismo estudio a través de sus redes sociales aclarando que esto solo suponía de momento una reestructuración de su plantilla.